# Zadnia Żółta Szczerbina
Zadnia Żółta Szczerbina (słow. Zadná žltá štrbina, niem. Hintere Gelbe Scharte, Hintere Gelbseescharte, węg. Hátsó-Sárgatavi-rés) – przełęcz w słowackiej części Tatr Wysokich, położona w górnym fragmencie Koziej Grani – południowo-wschodniej grani Jagnięcego Szczytu. Oddziela Skrajną Jagnięcą Kopkę na północnym zachodzie od Zadniej Żółtej Kopki na południowym wschodzie.
Stoki północno-wschodnie opadają z przełęczy do Doliny Białych Stawów, południowo-zachodnie – do Doliny Jagnięcej.
Na Zadnią Żółtą Szczerbinę, podobnie jak na inne obiekty w Koziej Grani, nie prowadzą żadne znakowane szlaki turystyczne. Najdogodniejsza droga dla taterników wiedzie na siodło mniej więcej granią od południowego wschodu z Zadniej Koziej Szczerbiny.
Pierwsze wejścia:
- letnie – Imre Barcza i Tihamér Szaffka, 10 lipca 1910 r., przy przejściu granią,
- zimowe – László Jurán, V. Jurán i Ernő Piovarcsy, 24 marca 1929 r., przy przejściu granią[2].